# Le Cardinal d'Espagne
Le Cardinal d'Espagne est une pièce de théâtre en trois actes d'Henry de Montherlant.
Elle a été représentée pour la première fois à la Comédie-Française le 18 décembre 1960, dans une mise en scène de Jean Mercure, avec Henri Rollan dans le rôle-titre et Louise Conte dans celui de la reine Jeanne la Folle.

## Historique
Dans sa postface à la pièce, Montherlant déclare qu'il a écrit Le Cardinal d'Espagne à Paris durant les étés 1957 et 1958. À la même époque, il travaillait à sa version de Don Juan. Tout en gardant une véritable liberté d'invention, Montherlant s'est évertué à respecter les circonstances historiques des épisodes qu'il raconte. Il s'est notamment appuyé sur son traducteur et ami, Mauricio Torra Balari, conservateur de la Bibliothèque d'Espagne à Paris. Afin de s'assurer de la vraisemblance des propos tenus par certains des personnages dans le domaine religieux, il a aussi pris conseil auprès de l'abbé Lopez de Torro et de l'abbé Louis Cognet, chargé de conférence à l'Institut catholique de Paris.

## Résumé de l'intrigue
« Le cardinal Cisneros est un homme autoritaire, violent, politique, ambitieux pour l’Etat et pour soi-même. Il est mystique aussi. Sous ses vêtements de cardinal, il porte la bure de franciscain. Il a fait nommer le jeune Charles, roi de Castille. Le cardinal, dans une scène capitale, va s’affronter à la reine Jeanne la Folle qu’il a fait séquestrer il y a douze ans pour folie. Si celle-ci est folle, cette folie s’accorde avec une sagesse profonde, qui lui fait voir le néant de tout. Elle reproche au cardinal d’avoir placé le temporel au-dessus du spirituel, d’avoir oublié Dieu pour César. Cisneros est troublé par les paroles de la reine, car il aspire à une vie spirituelle, mais en même temps l’approche de sa fin lui fait durcir encore sa politique. À ce moment de la pièce, arrive un courrier apportant une lettre du roi qui intime courtoisement au cardinal de prendre sa retraite. Le vieil homme qui n’a cessé de proclamer son invulnérabilité, meurt du coup qu’il reçoit, incapable de se dégager du temporel comme l’a réussi la reine folle. » (Extraits de l’Avant-Scène, p. 89, no 379-380, mai 1967).

## Jugements sur l’œuvre
« Il n'y a pas dans l’œuvre de Montherlant de pages aussi bouleversantes que ces pages où Jeanne la Folle expose à voix mesurée, et juste et nette, les évidences de l'amour et du malheur. Pas une ombre de complaisance, les mots les plus nus, le tragique le plus dépouillé. Ce qu'elle dit est parfois sublime. On songe aux cris de la Religieuse Portugaise, aux chantonnements d'Ophélie, aux murmures du roi Lear sur la lande. »

— Dominique Aury,  Nouvelle Revue française

« L’auteur n’a rien écrit de plus fort et de plus beau. L’œuvre me paraît nous introduire plus avant encore dans le drame secret qui se livre au fond du cœur de l’écrivain. Il s’agit d’un chef-d’œuvre. »

— Gabriel Marcel,  Les Nouvelles littéraires, 17 mars 1960